# カポネ家
カポネ家はイタリア・ナポリからアメリカ・ニューヨークへと移民した一家。
針子のテレジーナ・ライオーラ（テレーサと呼ばれていた）と、理髪師のガブリエーレ・カポネはナポリで成長し結婚した。
1894年に家族でナポリからニューヨークへと移住する。当時家族はガブリエーレ30歳、テレジーナ27歳、長男ヴィンチェンゾ2歳と、生まれて間もない次男ラファエレの4人。ニューヨークに到着すると、同じ地方出身者が暮らす地区へと向かった。この強い郷士意識をカンパニリスモという。カポネ家はブルックリンに落ちつく、この地区の家賃は月に3～4ドルだった。当時のブルックリンにて、ガブリエーレのような職種の男は週に10ドル稼げれば運の良い方という情勢だった。ちなみにイタリアならより稼ぐことが出来たという。ガブリエーレは渡米後から、読み書きといった英語を覚えるが、テレジーナは二言、三言の英語を話すだけで、それ以上は覚えようとしなかった。
子供たちには英語名も付けられた。ヴィンチェンゾはジェームズ、ラファエレはラルフ、サルヴァトーレはフランクなど。
1910年にカポネ家で初めての女児ローズが誕生するが、わずか1年足らずで病気により夭折している。
1920年11月14日の朝、ガブリエーレは心臓発作により他界した。享年55歳。葬式には家族全員が参列したが、当時すでに家を出ており、一家との音信を絶っていた長男のヴィンチェンゾの姿だけはなかった。
1922年頃に、四男アルがシカゴで購入した家にブルックリンから家族で移り住む。
六男アルバートは1930年代前半にシセロ市長邸爆破事件に関与したとして逮捕される。
1944年春に36歳のマット（アメドエ）は自身が経営する店ホール・オヴ・フェイム・タヴァーンでの殺人に関与している。
- 父親　カブリエーレ・カポネ（1864年12月12日 - 1920年11月14日）
- 母親　テレジーナ・ライオーラ（1867年12月28日 - 1952年11月29日）
- 長男　ヴィンチェンゾ
- 次男　ラファエレ
- 三男　サルヴァトーレ
- 四男　アルフォンス
- 五男　エルミニオ　（1901年 - 1980年以降）
- 六男　ウンベルト　（1906年 - 1950年）
- 七男　アメドエ　（1908年 - 1967年1月31日）
- 長女　ローズ　（1909年 - 1910年頃）
- 次女　マファルダ